# Grotte du Pendejo
La grotte du Pendejo  est un site préhistorique du Nouveau-Mexique, aux États-Unis, datant du Paléolithique supérieur. Elle a livré des preuves d'occupation humaine antérieures à la période Clovis.

## Présentation
La grotte du Pendejo est située dans le comté d'Otero, au Nouveau-Mexique, à une cinquantaine de kilomètres au sud d'Alamogordo, et à environ 15 kilomètres au nord-est de l'extrémité méridionale des montagnes de Sacramento.
La grotte s'ouvre à une altitude de 1 490 m, dans une falaise calcaire permienne donnant sur Rough Canyon et d'anciens lacs glaciaires qui ont attiré des troupeaux de mastodontes, de bisons, de chevaux (Equus caballus), et de camélidés maintenant éteints. La grotte est orientée nord-sud avec une profondeur de 12 m, une largeur de 5 m, et une hauteur d'environ 3 m.

## Historique
La grotte du Pendejo fut découverte en 1978, et les premières fouilles archéologiques furent conduites en 1990 sous la direction de Richard MacNeish. Les fouilles ont été poursuivies entre 1991 et 1993 sous la direction de Glenn DeGarmo, responsable à l'Office de la gestion environnementale du Nouveau-Mexique.
Pendant les fouilles, les matériaux collectés ont été analysés par une équipe pluridisciplinaire de scientifiques, incluant les spécialités de géologie, climatologie, paléontologie, botanique et palynologie (étude des spores et des pollens). Il a ainsi été possible de dater et de reconstituer le cadre naturel et l'environnement des premiers occupants du site.

## Stratigraphie
Avant la fouille, le sol était recouvert d'environ 2,50 m de dépôts secs. 22 unités stratigraphiques ont été mises en évidence dans la grotte.

## Datations
Un total de 171 échantillons de charbon de bois, de bois, d'ossements d'animaux transformés en outils, de feuilles, de graines, de fibres et de résidus ont été collectés à partir de 19 des 22 unités stratigraphiques principales pour datation au radiocarbone. Les échantillons ont été placés dans des fioles stériles et scellées avant analyse. Ils ont été soumis aux laboratoires de l'université de Californie à Los Angeles, au laboratoire de recherches de l'Université de Washington et au Lawrence Livermore National Laboratory, Livermore, CA (laboratoire travaillant pour l'University of California for the Department of Energy's National Nuclear Security Administration).
72 dates ont été obtenues par le carbone 14. 60 d'entre elles remontent à la période pré-Clovis :
- Une pointe d'alène ou de lance a été découverte dans un os de cheval d'une espèce aujourd'hui disparue, Equus alaskae. L'ensemble reposait dans une couche stratigraphique qui fut datée de 36 000 ans.
- Un humérus de bison faisant apparaitre 5 entailles martelées au moyen d'une pierre a été daté de 51 000 ans.
- La phalange d'un cheval éteint (Equus alaskae), datée de 32 000 ans, a été trouvée préparée et fendue en vue d'être bouillie pour le potage, pratique courante dans les cultures anciennes.
- Des cheveux humains ont également été trouvés dans les unités stratigraphiques se situant entre 13 000 et 20 000 ans.

## Controverses
L'âge et la nature anthropique de certains vestiges mis au jour dans la grotte du Pendejo ont été contestés par certains auteurs :
- pour Brian S. Shaffer et Barry W. Baker, les empreintes de main dans l'argile constituant la seule preuve de présence humaine à 36 000 ans sont douteuses[2].
- pour Dena F. Dincauze, qui a participé aux fouilles, il existe de sérieux problèmes de remaniements post-dépositionnels liés à la présence de terriers de rongeurs ayant pu conduire au déplacement de certains vestiges vers des couches plus anciennes[3].

En 2015, William Farrand, dans son commentaire du livre de 2004 de MacNeish et Libby, relevait l'abondance et l'intégrité des données fournies par les auteurs. Selon Farrand, « Il est difficile d'éviter d'accepter l'hypothèse de la présence de Paléoaméricains pré-Clovis dans le Sud-Ouest américain avant 37 000, voire 55 000 ans ».